# Schausiella subochreata
Schausiella subochreata är en fjärilsart som beskrevs av William Schaus 1904. Schausiella subochreata ingår i släktet Schausiella och familjen påfågelsspinnare. Inga underarter finns listade.